# Línea 255 (Interurbanos Madrid)
La línea 255 de la red de autobuses interurbanos de Madrid une Valdeavero, Camarma de Esteruelas y Alcalá de Henares.

## Características
Esta línea une estos tres municipios con un recorrido que dura aproximadamente 35 minutos entre cabeceras.
Se complementa con las líneas 251, 252 y 256 para mallar las localidades situadas a lo largo de la M-113 y M-119 junto con los núcleos de población más grandes del corredor 2 para enlazar con otras líneas interurbanas u otros modos de transporte como Cercanías o servicios que sólo existen en las grandes localidades de la región como hospitales y centros comerciales.
El itinerario normal realiza el recorrido completo entre Valdeavero y Alcalá de Henares, existen expediciones que sólo circulan desde Camarma de Esteruelas, algunas comienzan en Torrejón del Rey o pasan por el barrio de Espartales.
Curiosamente, y al contrario de la inmensa mayoría de líneas interurbanas del CRTM, su recorrido parte desde la corona tarifaria C1 y termina en la corona tarifaria B3, cuando lo habitual es que el final de la línea se encuentre más alejado que el inicio.
En sus orígenes, la línea tenía su cabecera en Camarma de Esteruelas, denominándose 255 Camarma - Alcalá. Esto cambió entre septiembre de 2004 y diciembre de 2005.
Siguiendo la numeración de líneas del CRTM, las líneas que circulan por el corredor 2 son aquellas que dan servicio a los municipios situados en torno a la A-2 y comienzan con un 2. Aquellas numeradas dentro de la decena 250 corresponden a aquellas que circulan entre Torrejón de Ardoz y Alcalá de Henares recorriendo municipios al norte de los mismos.
La línea mantiene los mismos horarios todo el año (exceptuando las vísperas de festivo y festivos de Navidad), suprimiendo únicamente los servicios que se realizan en días lectivos.
Está operada por la empresa ALSA mediante la concesión administrativa VCM-203 - Madrid - Paracuellos de Jarama - Valdeavero (Viajeros Comunidad de Madrid) del Consorcio Regional de Transportes de Madrid.

### Sublíneas
Aquí se recogen todas las distintas sublíneas que ha tenido la línea 255, incluyendo aquellas dadas de baja. La denominación de sublíneas que utiliza el CRTM es la siguiente:
- Número de línea (255)
- Sentido de circulación (1 ida, 2 vuelta)
- Número de sublínea

Por ejemplo, la sublínea 255209 corresponde a la línea 255, sentido 2 (vuelta) y el número 09 de numeración de sublíneas creadas hasta la fecha.
Las sublíneas marcadas en negrita corresponden a sublíneas que actualmente se encuentran dadas de baja y se desconoce sus rutas y denominaciones.
| Ida    | Ruta                          | Itinerario                                       | Vuelta | Ruta                             | Itinerario                                       |
| 255101 | -                             | Valdeavero - Camarma - Alcalá                    | 255201 | -                                | Alcalá - Camarma - Valdeavero                    |
| 255102 | t                             | Torrejón del Rey - Valdeavero - Camarma - Alcalá | 255202 | t                                | Alcalá - Camarma - Valdeavero - Torrejón del Rey |
| 255103 | c                             | Camarma - Alcalá                                 | 255203 | c                                | Alcalá - Camarma                                 |
| 255104 | cc                            | Camarma (Urb. El Coto) - Alcalá                  | 255204 | No existe la ruta "cc" de vuelta | No existe la ruta "cc" de vuelta                 |
| 255105 | Desconocido                   | Desconocido                                      | 255205 | Desconocido                      | Desconocido                                      |
| 255106 | Desconocido                   | Desconocido                                      | 255206 | Desconocido                      | Desconocido                                      |
| 255107 | Desconocido                   | Desconocido                                      | 255207 | Desconocido                      | Desconocido                                      |
| 255108 | ce                            | Camarma - Alcalá, por Espartales                 | 255208 | ce                               | Alcalá - Camarma, por Espartales                 |
| 255109 | No existe la ruta "up" de ida | No existe la ruta "up" de ida                    | 255209 | up                               | Alcalá - Camarma (Urb. El Practicante)           |

## Horarios
| Lunes a viernes laborables              | Lunes a viernes laborables | Sábados laborables  | Sábados laborables  | Domingos y festivos | Domingos y festivos |
| Valdeavero > Alcalá                     | Alcalá > Valdeavero        | Valdeavero > Alcalá | Alcalá > Valdeavero | Valdeavero > Alcalá | Alcalá > Valdeavero |
| 05:55                                   | 05:30                      | 08:40               | 07:30               | 09:10               | 08:30               |
| 07:00                                   | 06:25                      | 09:45               | 08:00               | 10:35               | 09:55               |
| 07:20                                   | 06:45                      | 11:05               | 09:15               | 11:55               | 11:20               |
| 07:25                                   | 07:40                      | 12:50               | 10:20               | 13:15               | 12:30               |
| 07:30                                   | 08:30                      | 14:05               | 12:15               | 14:35               | 13:55               |
| 08:40                                   | 09:25                      | 15:25               | 13:30               | 14:45               | 15:10               |
| 09:25                                   | 11:05                      | 16:45               | 14:45               | 15:50               | 15:45               |
| 10:10                                   | 12:35                      | 18:05               | 16:05               | 17:05               | 16:25               |
| 11:50                                   | 12:40                      | 19:20               | 17:20               | 18:25               | 17:50               |
| 13:20                                   | 14:05                      | 20:35               | 18:45               | 19:45               | 19:05               |
| 13:30                                   | 14:25                      | 21:50               | 20:00               | 21:30               | 20:50               |
| 14:50                                   | 15:10                      | 23:00               | 21:15               | 22:45               | 22:05               |
| 16:00                                   | 15:35                      | 23:15               | 22:30               | 23:10               |                     |
| 16:20                                   | 16:45                      | 23:55               | 23:30               |                     |                     |
| 17:25                                   | 17:05                      | 01:10               | 00:30               |                     |                     |
| 17:50                                   | 18:35                      | 02:20               | 01:45               |                     |                     |
| 19:20                                   | 19:05                      | 03:20               | 03:00               |                     |                     |
| 19:50                                   | 20:05                      |                     |                     |                     |                     |
| 20:50                                   | 20:35                      |                     |                     |                     |                     |
| 21:20                                   | 21:35                      |                     |                     |                     |                     |
| 22:15                                   | 22:05                      |                     |                     |                     |                     |
| 22:50                                   |                            |                     |                     |                     |                     |
| Noches de viernes y vísperas de festivo |                            |                     |                     |                     |                     |
| 23:55                                   | 23:30                      |                     |                     |                     |                     |
| 01:10                                   | 00:30                      |                     |                     |                     |                     |
| 02:20                                   | 01:45                      |                     |                     |                     |                     |
| 03:20                                   | 03:00                      |                     |                     |                     |                     |

1. 1 2 3 4 5 6  Procede/continúa a Torrejón del Rey
2. 1 2 3 4 5 6 7 8 9 10 11 12 13 14 15 16 17 18 19 20 21 22 23 24 25 26 27 28 29 30 31 32 33 34 35 36 37 38 39 40 41 42 43 44  Desde/hasta Camarma de Esteruelas
3. 1 2  Desde Camarma de Esteruelas (Urbanización El Coto)
4. 1 2 3  Sólo días lectivos
5. 1 2 3 4 5 6 7 8 9 10 11 12 13 14 15 16 17 18 19 20  Desde/hasta Camarma de Esteruelas, por Espartales
6. ↑  Hasta Camarma de Esteruelas (Urbanización El Practicante)
7. 1 2 3 4 5 6 7 8 9   Sólo noches de viernes y vísperas de festivo

## Recorrido y paradas

### Sentido Alcalá de Henares
La línea inicia su recorrido en la Calle de la Fragua en Valdeavero, donde tiene correspondencia con las líneas 251 y 256 (comparte cabecera con expediciones de la primera y con la segunda). Desde este punto sale del casco urbano de Valdeavero por la carretera M-119 en dirección a Alcalá de Henares, donde tiene una parada junto a la Urbanización la Cardosa.
Siguiendo por esta carretera, la línea llega a Camarma de Esteruelas, que antes de entrar en el casco urbano realiza una parada en la carretera M-119 junto a la urbanización El Practicante. Llegando al caso urbano, realiza 6 paradas antes de continuar por la carretera M-119 hacia los polígonos industriales y Alcalá de Henares. Realiza 3 paradas adicionales dando servicio a los polígonos industriales de la zona.
Entrando en Alcalá de Henares, circula por la Avenida del Doctor Marañón (1 parada) hasta llegar a la Glorieta del Chorrillo (1 parada). Desde esta glorieta toma la Calle Luis Astrana Marín (1 parada) hasta llegar a la Vía Complutense, que recorre hasta el Barrio de Ledesma y finaliza aquí su trayecto. Algunas de las expediciones se desvían previamente por la Avenida de Gustavo Adolfo Bécquer para dar servicio al barrio de Espartales. Realizan 3 paradas en la Avenida de Benito Pérez Galdós, 2 en la Calle de Octavio Paz y 1 en la Calle deDámaso Alonso antes de retomar el recorrido normal.
| Código                                                                              | Zona | Localidad             | Denominación                                                 | Ubicación                           | Líneas de la parada                              |
| ----------------------------------------------------------------------------------- | ---- | --------------------- | ------------------------------------------------------------ | ----------------------------------- | ------------------------------------------------ |
| Paradas realizadas por los servicios que proceden de Torrejón del Rey               |      |                       |                                                              |                                     |                                                  |
| 15842                                                                               |      | Torrejón del Rey      | Carretera de Alcalá - Torrejón del Rey                       | Carretera de Alcalá S/Nº            | 251 255 256                                      |
| 19259                                                                               |      | Torrejón del Rey      | Carretera de Alcalá - Urbanización de las Eras               | Carretera de Alcalá S/Nº            | 251 255 256                                      |
| Paradas del itinerario normal                                                       |      |                       |                                                              |                                     |                                                  |
| 09802                                                                               |      | Valdeavero            | Valdeavero - Calle de la Fragua                              | Calle de la Fragua Nº41             | 251 255 256                                      |
| 10068                                                                               |      | Valdeavero            | Carretera M-119 - Urbanización La Cardosa                    | Avenida de la Cardosa Nº41          | 251 255                                          |
| 10825                                                                               |      | Camarma de Esteruelas | Carretera M-119 - Urbanización El Practicante                | Calle del Ruiseñor Nº1              | 251 255                                          |
| Cabecera de los servicios que comienzan en Camarma de Esteruelas                    |      |                       |                                                              |                                     |                                                  |
| 15524                                                                               |      | Camarma de Esteruelas | Urbanización Nuevo Camarma - Calle Imagen                    | Calle Imagen Nº2                    | 255                                              |
| Paradas del itinerario normal                                                       |      |                       |                                                              |                                     |                                                  |
| 12753                                                                               |      | Camarma de Esteruelas | Urbanización Nuevo Camarma - Avenida de la Complutense       | Avenida de la Complutense Nº52      | 251 255                                          |
| 12793                                                                               |      | Camarma de Esteruelas | Avenida de la Complutense - Calle de Enrique Moya            | Avenida de la Complutense Nº30      | 251 255                                          |
| Los servicios desde la Urbanización El Coto comienzan aquí                          |      |                       |                                                              |                                     |                                                  |
| 12794                                                                               |      | Camarma de Esteruelas | Carretera de Valdeavero - Urbanización El Coto               | M-119 km. 5,9                       | 251 255                                          |
| 10064                                                                               |      | Camarma de Esteruelas | Calle de Antonio Moya - Carretera de Valdeavero              | Calle de Antonio Moya Nº15          | 251 255                                          |
| 11029                                                                               |      | Camarma de Esteruelas | Camarma de Esteruelas - Ayuntamiento                         | Plaza del Paseo Nº1                 | 251 255                                          |
| 10823                                                                               |      | Camarma de Esteruelas | Camino de Alcalá - Parque                                    | Camino de Alcalá Nº44               | 251 255                                          |
| 10822                                                                               |      | Camarma de Esteruelas | Calle Gran Vía - Polígono Industrial Alcamar                 | Calle Gran Vía Nº11                 | 251 255                                          |
| 11416                                                                               |      | Camarma de Esteruelas | Carretera M-119 - Polígono Industrial Alcamar                | M-119 km. 4                         | 251 255                                          |
| 20813                                                                               |      | Camarma de Esteruelas | Calle Henares - Polígono Industrial La Raya                  | Calle Henares Nº1                   | 251 255                                          |
| Los servicios que pasan por el barrio de Espartales realizan las siguientes paradas |      |                       |                                                              |                                     |                                                  |
| 12260                                                                               |      | Alcalá de Henares     | Avenida de Benito Pérez Galdós - Calle Leopoldo Alas, Clarín | Avenida de Benito Pérez Galdós Nº15 | 227 255 1B 10                                    |
| 20536                                                                               |      | Alcalá de Henares     | Avenida de Benito Pérez Galdós - Calle de Rosalía de Castro  | Avenida de Benito Pérez Galdós Nº7  | 255 1B 10                                        |
| 12259                                                                               |      | Alcalá de Henares     | Avenida de Benito Pérez Galdós - Plaza de Alfonso XII        | Avenida de Benito Pérez Galdós Nº3  | 227 255 1B 3 10                                  |
| 17078                                                                               |      | Alcalá de Henares     | Calle Octavio Paz - Calle de Carlos Fuentes                  | Calle Octavio Paz Nº19              | 255 1B 7                                         |
| 17076                                                                               |      | Alcalá de Henares     | Calle Octavio Paz - Calle de Ernesto Sabato                  | Calle Octavio Paz Nº10              | 255 1B 7                                         |
| 17074                                                                               |      | Alcalá de Henares     | Calle Dámaso Alonso - Glorieta de Vicente Aleixandre         | Calle Dámaso Alonso Nº20            | 255 1B 7                                         |
| Paradas del itinerario normal                                                       |      |                       |                                                              |                                     |                                                  |
| 11429                                                                               |      | Alcalá de Henares     | Avenida de Doctor Marañón - Calle de Santorcaz               | Avenida de Doctor Marañón Nº7       | 251 255                                          |
| 06961                                                                               |      | Alcalá de Henares     | Avenida de Daganzo - Glorieta del Chorrillo                  | Avenida de Daganzo S/Nº             | 227 251 252 254 255 FS2 7 9 11                   |
| 10066                                                                               |      | Alcalá de Henares     | Calle Luis Astrana Marín - Parque O'Donnell                  | Calle Luis Astrana Marín Nº10       | 251 252 254 255 FS2 11                           |
| 19419                                                                               |      | Alcalá de Henares     | Vía Complutense - Calle de la Ribera                         | Vía Complutense Nº46                | 223 231 232 251 252 254 255 FS2 N200 VAC-243     |
| 12785                                                                               |      | Alcalá de Henares     | Vía Complutense - Calle Tuy                                  | Vía Complutense Nº78                | 223 231 232 251 252 254 255 824 FS2 N200 N202 11 |
| 12783                                                                               |      | Alcalá de Henares     | Vía Complutense - Calle Barrio Ledesma                       | Vía Complutense Nº118               | 223231232251252254255824 FS2 N200N202 11         |

1. 1 2 3 4 5 6 7 8 9  Sólo permite el descenso de viajeros

### Sentido Valdeavero
El recorrido en sentido Valdeavero es igual al de ida.
| Código                                                                              | Zona | Localidad             | Denominación                                                        | Ubicación                           | Líneas de la parada                               |
| ----------------------------------------------------------------------------------- | ---- | --------------------- | ------------------------------------------------------------------- | ----------------------------------- | ------------------------------------------------- |
| 12782                                                                               |      | Alcalá de Henares     | Vía Complutense - Calle Barrio Ledesma                              | Vía Complutense Nº111               | 223 231 232 251 252 254 255 824 FS2 N200 N202 11  |
| 12784                                                                               |      | Alcalá de Henares     | Vía Complutense - Calle Tuy                                         | Vía Complutense Nº103               | 223 231 232 251 252 254 255 824 FS2 N200 N202 11  |
| 19416                                                                               |      | Alcalá de Henares     | Vía Complutense - Calle de Brihuega                                 | Vía Complutense Nº51                | 223 231 232 251 252 254 255 FS2 N200 N202         |
| 12655                                                                               |      | Alcalá de Henares     | Calle Luis Astrana Marín - Calle de Andrés Llorente                 | Calle Luis Astrana Marín Nº11       | 251 252 254 255 FS2 11                            |
| 06960                                                                               |      | Alcalá de Henares     | Avenida de Daganzo - Glorieta del Chorrillo                         | Avenida de Daganzo Nº2A             | 06960 A 251 255 1A 7 06960 B 227 252 254 FS2 9 11 |
| 11430                                                                               |      | Alcalá de Henares     | Avenida de Doctor Marañón - Calle de Nuevo Baztán                   | Avenida de Doctor Marañón Nº8       | 251 255 1A 7                                      |
| Los servicios que pasan por el barrio de Espartales realizan las siguientes paradas |      |                       |                                                                     |                                     |                                                   |
| 11409                                                                               |      | Alcalá de Henares     | Glorieta de Vicente Aleixandre - Calle Dámaso Alonso                | Glorieta de Vicente Aleixandre Nº2  | 255 1A 7                                          |
| 17075                                                                               |      | Alcalá de Henares     | Calle Octavio Paz - Calle de Ernesto Sabato                         | Calle Octavio Paz Nº10              | 255 1A 7                                          |
| 17077                                                                               |      | Alcalá de Henares     | Calle Octavio Paz - Calle de Carlos Fuentes                         | Calle Octavio Paz Nº50              | 255 1A 7                                          |
| 12258                                                                               |      | Alcalá de Henares     | Avenida de Benito Pérez Galdós - Calle de Pío Baroja                | Avenida de Benito Pérez Galdós Nº3  | 227 255 1A 10                                     |
| 20537                                                                               |      | Alcalá de Henares     | Avenida de Benito Pérez Galdós - Calle de José Martínez Ruiz Azorín | Avenida de Benito Pérez Galdós Nº2  | 255 1A 3 10                                       |
| 12357                                                                               |      | Alcalá de Henares     | Avenida de Benito Pérez Galdós - Calle Leopoldo Alas, Clarín        | Avenida de Benito Pérez Galdós Nº15 | 227 255 1A 3 10                                   |
| Paradas del itinerario normal                                                       |      |                       |                                                                     |                                     |                                                   |
| 20812                                                                               |      | Camarma de Esteruelas | Calle Henares - Polígono Industrial La Raya                         | Calle Henares Nº1                   | 251 255                                           |
| 11415                                                                               |      | Camarma de Esteruelas | Carretera M-119 - Polígono Industrial Alcamar                       | M-119 km. 4                         | 251 255                                           |
| 11414                                                                               |      | Camarma de Esteruelas | Calle Gran Vía - Polígono Industrial Alcamar                        | Calle Gran Vía Nº11                 | 251 255                                           |
| 10405                                                                               |      | Camarma de Esteruelas | Camino de Alcalá - Parque                                           | Camino de Alcalá Nº46               | 251 255                                           |
| 10198                                                                               |      | Camarma de Esteruelas | Camarma de Esteruelas - Ayuntamiento                                | Plaza del Paseo Nº19                | 251 255                                           |
| 10059                                                                               |      | Camarma de Esteruelas | Calle de Antonio Moya - Carretera de Valdeavero                     | Calle de Antonio Moya Nº12          | 251 255                                           |
| 12795                                                                               |      | Camarma de Esteruelas | Carretera de Valdeavero - Urbanización El Coto                      | Carretera de Valdeavero Nº9         | 251 255                                           |
| 10067                                                                               |      | Camarma de Esteruelas | Avenida de la Complutense - Calle de Enrique Moya                   | Avenida de la Complutense Nº26      | 251 255                                           |
| Terminal de los servicios que finalizan en Camarma de Esteruelas                    |      |                       |                                                                     |                                     |                                                   |
| 15524                                                                               |      | Camarma de Esteruelas | Urbanización Nuevo Camarma - Calle Imagen                           | Calle Imagen Nº2                    | 255                                               |
| Paradas del itinerario normal                                                       |      |                       |                                                                     |                                     |                                                   |
| 12754                                                                               |      | Camarma de Esteruelas | Urbanización Nuevo Camarma - Avenida de la Complutense              | Avenida de la Complutense Nº54      | 251 255                                           |
| 10825                                                                               |      | Camarma de Esteruelas | Carretera M-119 - Urbanización El Practicante                       | Calle del Ruiseñor Nº1              | 251 255                                           |
| Los servicios hasta la Urbanización El Practicante finalizan aquí                   |      |                       |                                                                     |                                     |                                                   |
| 10068                                                                               |      | Valdeavero            | Carretera M-119 - Urbanización La Cardosa                           | Avenida de la Cardosa Nº41          | 251 255                                           |
| 09802                                                                               |      | Valdeavero            | Valdeavero - Calle de la Fragua                                     | Calle de la Fragua Nº41             | 251 255 256                                       |
| Paradas realizadas por los servicios que continúan a Torrejón del Rey               |      |                       |                                                                     |                                     |                                                   |
| 19258                                                                               |      | Torrejón del Rey      | Carretera de Alcalá - Urbanización de las Eras                      | Carretera de Alcalá S/Nº            | 251 255 256                                       |
| 18827                                                                               |      | Torrejón del Rey      | Carretera de Alcalá - Torrejón del Rey                              | Carretera de Alcalá S/Nº            | 251 255 256                                       |